# Дірк III
Дірк III Єрусалимський (нід. Dirk III Hierosolymita; бл. 991/989–27 травня 1039) — граф Західної Фрисландії (Голландії) в 993—1039 роках. Вперше було використано назву «Голландія». Сприяв посиленню незалежності графства від Священної Римської імперії.

## Життєпис
Походив з династії Герульфінгів. Старший син Арнульфа I, графа Західної Фрисландії (Голландії), та Луїтгарди Люксембурзької. Народився між 981 та 989 роками. Після загибелі батька у 993 році успадкував графство. Через малий вік регентшею стала його мати. Остання, спираючись на підтримку імператорів Саксонської династії, яких завжди підтримували Герульфінги, зуміла зберегти успадковані Дірком III володіння.
1001 року вперше було застосовано назву Голландське графство, проте в офіційних паперах Дірк III продовжував титулуватися графом Західної Фрисландії. Його становище посилилося після шлюбу вуйни з імператором Генріхом II. Останній 1005 року надав флот, за допомогою якого вдалося придушити повстання західних фризів.
Невдовзі Дірк III перебрав владу в графстві на себе. Спочатку зберігав дружні стосунки з імператором, сподіваючись за допомогою нього зберегти за собою Гент. Втім у 1012 році імператор Генріх II передав Зеландію в якості лена Бодуену IV, графу Фландрському, що відштовхнуло Дірка III від імператора. Спроби його відвоювати Зеландію виявилися невдалими.
Водночас вступив у конфлікт з Адальбольдом II, єпископом Утрехту, за область Мерведе в долині Маасу. Дірк III зумів захопити землі між Цвамердамом та Бодегравеном. 1015 року зайняв Рідерваард. 1017 року здійснив похід проти східних фризів.
Потім встановив в порту Тіл значні мита для зовнішньої торгівлі, що переважно здійснювалася з Англією. Невдоволені цим купецькі корпорації поскаржилися імператорові. До них долучився утрехтський єпископ. 1018 року на рейхстазі в Неймегені імператор доручив Готфріду I, герцогу Нижньої Лотарингії, приборкати Дірка III. Проти останнього також виступили Геріберт, архієпископ Кельна, Балдерік III, єпископ Льєжа, Герхард, єпископ Камбре. Втім у битві біля замку Влардінген Дірк III завдав супротивникам нищівної поразки. Ця перемога зміцнила становище Дірка, а згодом він ще й розширив свої володіння за рахунок земель єпископства Утрехт.
1024 року після смерті Генріха II підтримав кандидатуру Конрада II з Салічної династії. Близько 1030 року здійснив прощу до Єрусалиму, за що отримав відповідне прізвисько.
Помер 1039 року. Владу успадкував його старший син Дірк IV.

## Родина
Дружина — Отелінда
Діти:
- Дірк (д/н—1049), граф Голландії
- Флоріс (бл. 1025 — 28 червня 1061), граф Голландії з 1049
- Бертрада, дружина Дітриха I, графа Катленбургу
- Суанехільда, дружина Еммона, графа Лооза